# ای‌سی‌اس سنترال ساینس
ای‌سی‌اس سنترال ساینس (به انگلیسی: ACS Central Science) یک مجله علمی ماهانه با داوری همتا و دسترسی آزاد است که رشته شیمی و زمینه‌های مرتبط را پوشش می‌دهد. نام این مجله که در فارسی می‌توان آن را «علم مرکزی» ترجمه کرد اشاره به نقش سنتی شیمی در پیوند دادن میان علوم فیزیکی و زیستی دارد. این مجله که در سال ۲۰۱۵ میلادی تأسیس شد و اولین مجله با دسترسی کاملاً آزاد است که توسط انتشارات انجمن شیمی آمریکا منتشر شده‌است. سردبیر کارولین آر. برتوزی از دانشگاه استنفورد است. این مجله بسیار گزینش‌گر است به‌طوری که در هر سال تنها ۱۰۰ تا ۲۰۰ مقاله از پژوهشگرانی به چاپ می‌رساند که دارای اهمیت بسیار خاصی باشند. در مقام مقایسه، مجله شناخته شده‌ای به مانند جکس در هر سال حدود ۳۰۰۰ مقاله منتشر می‌کند.